# Lochyrus crassus
Lochyrus crassus là một loài ruồi trong họ Asilidae. Lochyrus crassus được Bromley miêu tả năm 1932.